# Metamorphosis (album, The Rolling Stones)
Metamorphosis je kompilační album anglické rockové skupiny The Rolling Stones, vydané v roce 1975 u ABKCO Records a obsahuje materiál nahraný v letech 1964-1970.

## Seznam skladeb
Všechny sklady pocházejí od Micka Jaggera a Keitha Richardse, není-li uvedeno jinak.

### Strana 1
1. "Out of Time" – 3:22
2. "Don't You Lie to Me" (Hudson Whittaker) – 2:00
3. "Some Things Just Stick in Your Mind" – 2:25
4. "Each and Everyday of the Year" – 2:48
5. "Heart of Stone" – 3:47
6. "I'd Much Rather Be With the Boys" (Andrew Loog Oldham/Keith Richards) – 2:11
7. "(Walkin' Thru The) Sleepy City" – 2:51
8. "We're Wastin' Time" – 2:42
9. "Try a Little Harder" – 2:17

### Strana 2
1. "I Don't Know Why" (Stevie Wonder/Paul Riser/Don Hunter/Lula Hardaway) – 3:01
2. "If You Let Me" – 3:17
3. "Jiving Sister Fanny" – 2:45
4. "Downtown Suzie" (Bill Wyman) – 3:52
5. "Family" – 4:05
6. "Memo from Turner" – 2:45
7. "I'm Going Down" – 2:52